# Spoorlijn Vitrey-Vernois - Bourbonne-les-Bains
De Spoorlijn Vitrey-Vernois - Bourbonne-les-Bains was een Franse spoorlijn van Vernois-sur-Mance naar Bourbonne-les-Bains. De lijn was 15,0 km lang en heeft als lijnnummer 050 000.

## Geschiedenis
De spoorlijn werd door de Chemins de fer de l'Est geopend op 26 december 1880. Op 15 december 1950 werd het reizigersverkeer opgeheven. Goederenvervoer heeft plaatsgevonden tot 31 december 1990. Hierna werd de lijn gesloten en opgebroken.

## Aansluitingen
In de volgende plaats was er een aansluiting op de volgende spoorlijn:
Vitrey-Vernois
RFN 001 000, spoorlijn tussen Paris-Est en Mulhouse-Ville